# Bisdom Chioggia
Het bisdom Chioggia (Latijn: Dioecesis Clodiensis, Italiaans: Diocesi di Chioggia) is een in Italië gelegen rooms-katholiek bisdom met zetel in de stad Chioggia. Het bisdom behoort tot de kerkprovincie Venetië en is samen met de bisdommen Adria-Rovigo, Belluno-Feltre, Concordia-Pordenone, Padua, Treviso, Vicenza en Vittorio Veneto suffragaan aan het patriarchaat Venetië.

## Geschiedenis
Het bisdom werd opgericht in de 7e eeuw met zetel in de stad Malamocco. Als gevolg van een natuurramp verplaatste de toenmalige bisschop Enrico Grancarolo de zetel vermoedelijk in 1106 of 1110 naar Chioggia. Hij liet hier ook de Santa Maria Assunta-kathedraal bouwen. Deze kerk kwam in 1110 gereed.

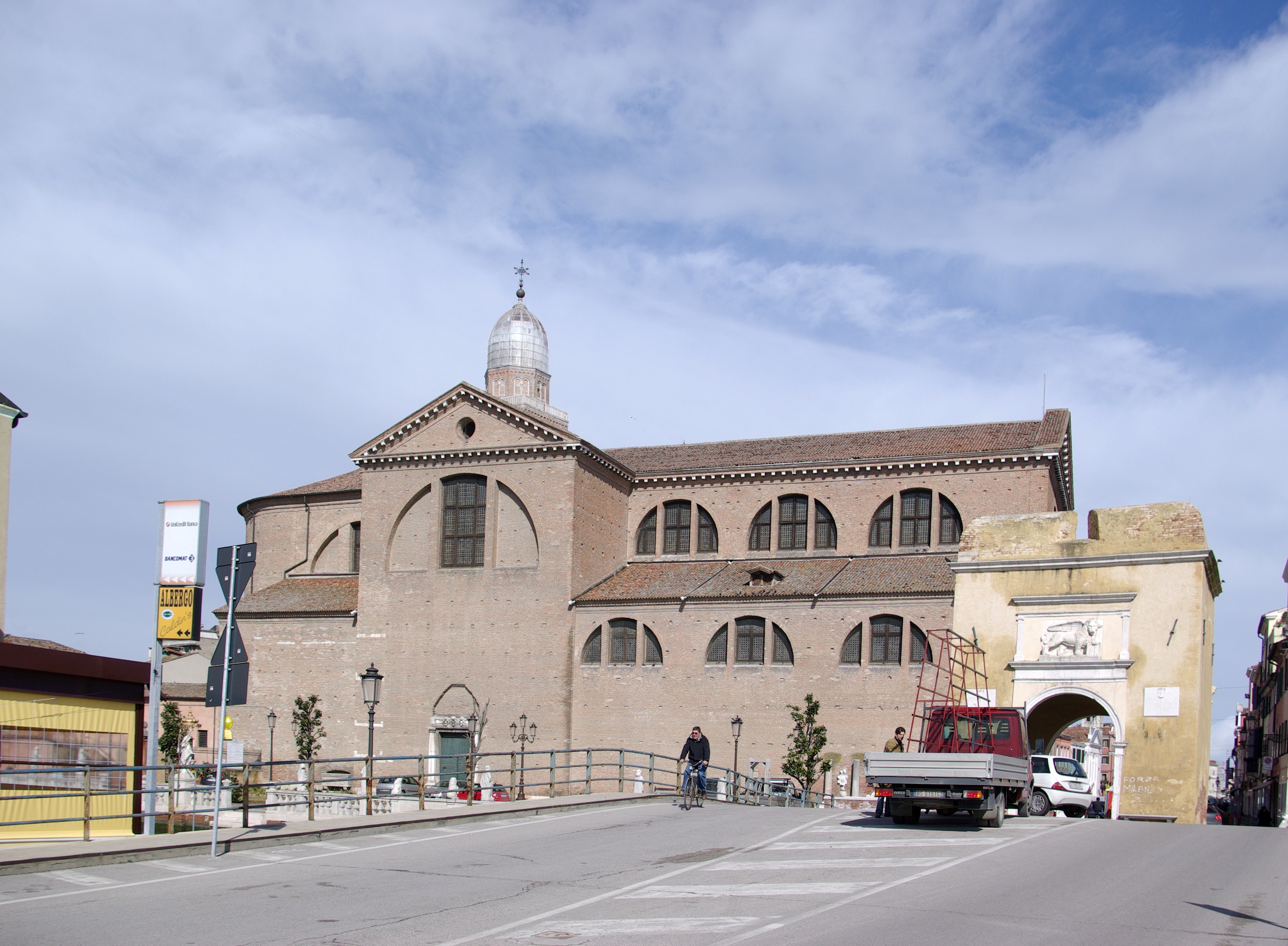
Kathedraal van Chioggia